# کریستین پاسکال
کریستین پاسکال (فرانسوی: Christine Pascal‎; ۲۹ نوامبر ۱۹۵۳ – ۳۰ اوت ۱۹۹۶) یک هنرپیشه، کارگردان فیلم و فیلم‌نامه‌نویس اهل فرانسه بود.
از فیلم‌ها یا برنامه‌های تلویزیونی که وی در آنها نقش داشته‌است می‌توان به نزدیک نیمه شب، بین خودمان و دوشیزگان ویلکو اشاره کرد.
وی در سن ۴۲ سالگی دست به خودکشی زد.